# Brouwerij 't IJ
 (mai 2024).
Si vous disposez d'ouvrages ou d'articles de référence ou si vous connaissez des sites web de qualité traitant du thème abordé ici, merci de compléter l'article en donnant les références utiles à sa vérifiabilité et en les liant à la section « Notes et références ».
 (avril 2021).
La Brouwerij 't IJ (« Brasserie de l'IJ » en néerlandais) est une petite brasserie de la ville d'Amsterdam, aux Pays-Bas. Elle est située depuis 1985 dans d'anciens bains publics, à proximité immédiate de l'un des derniers moulins de la ville, De Gooyer. Elle fut établie en 1983 par Kaspar Peterson, un ancien musicien sur le modèle de plusieurs petites brasseries indépendantes, créées en réponse au désamour des consommateurs pour les bières des brasseries multinationales. Les bières de la marque sont vendues comme produit local dans de nombreux bars et magasins de la ville. L'établissement propose également régulièrement des dégustations.
Le logo de la brasserie représente une autruche avec un œuf, ainsi qu'un moulin à vent en arrière-plan. L'établissement, dont la capacité dépasse les 200 000 litres par an tire son nom du lac de l'IJ qui est situé à proximité.

## Gamme

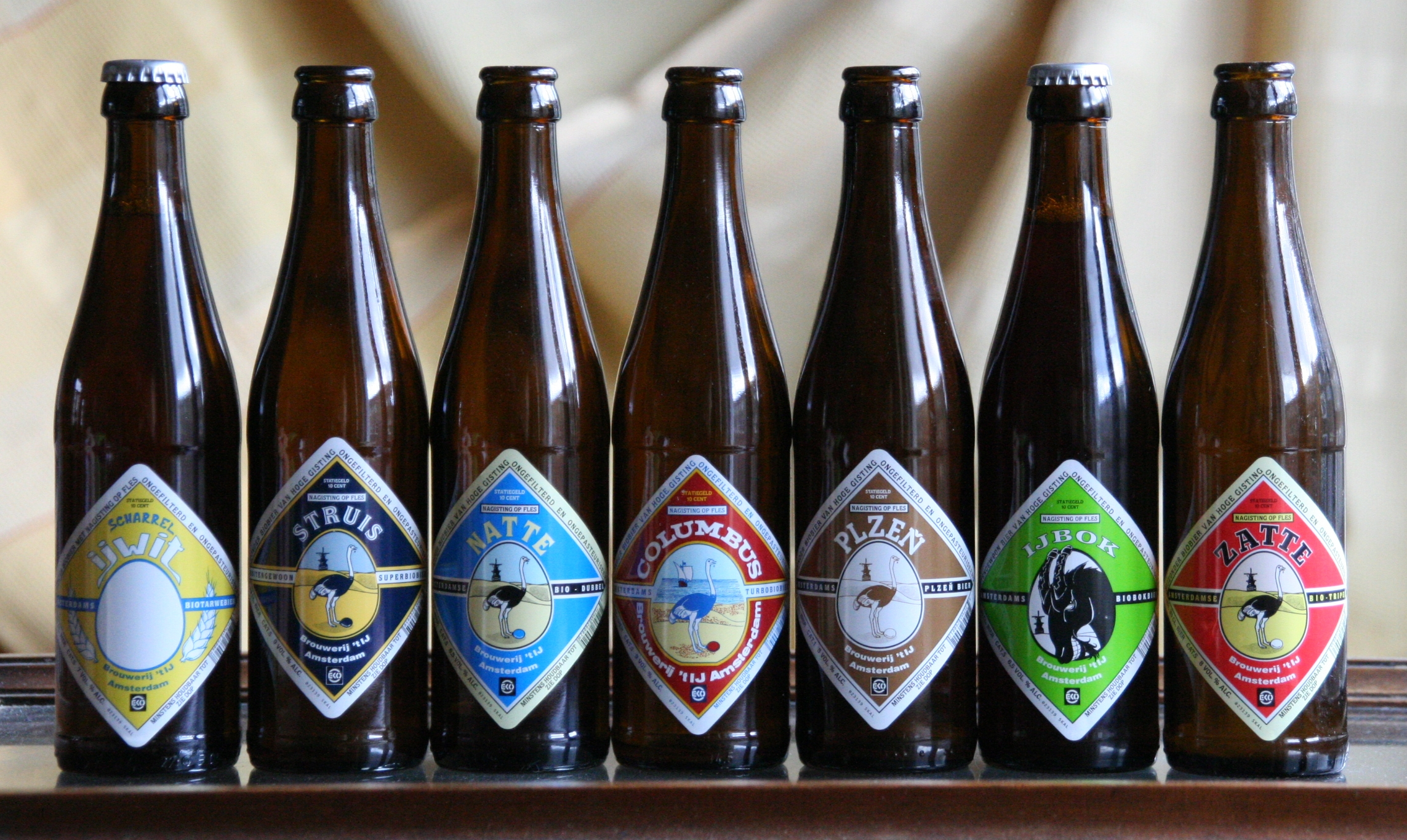
Aperçu de la gamme de bières de la brasserie en 2008.

Le catalogue de la brasserie se compose de huit bières standard, trois bières saisonnières ainsi que plusieurs éditions limitées. 

### Bières standard
- Plzeň, 5 %
- Natte, 6,5 %, biologique
- Zatte, 8 %, biologique
- IJwit, 6,5 %, blanche
- Columbus 9 %, biologique, ambrée de préparation « spéciale » comportant beaucoup de houblon et un taux élevé d'alcool
- Struis 9 %, biologique: pleine et sucrée, de couleur sombre
- I.P.A. 7 %, de type India Pale Ale avec un goût de houblon fruité et amer
- Flink 4,7 %.

### Bières saisonnières
- PaasIJ, 7 %, bière de printemps: de couleur claire et au goût doux
- IJbok, 6,5 %, bière d’automne: sombre, et au goût sec
- IJndejaars, 9 %, bière d'hiver brune, de couleur ambrée et au goût légèrement épicé.

### Éditions limitées

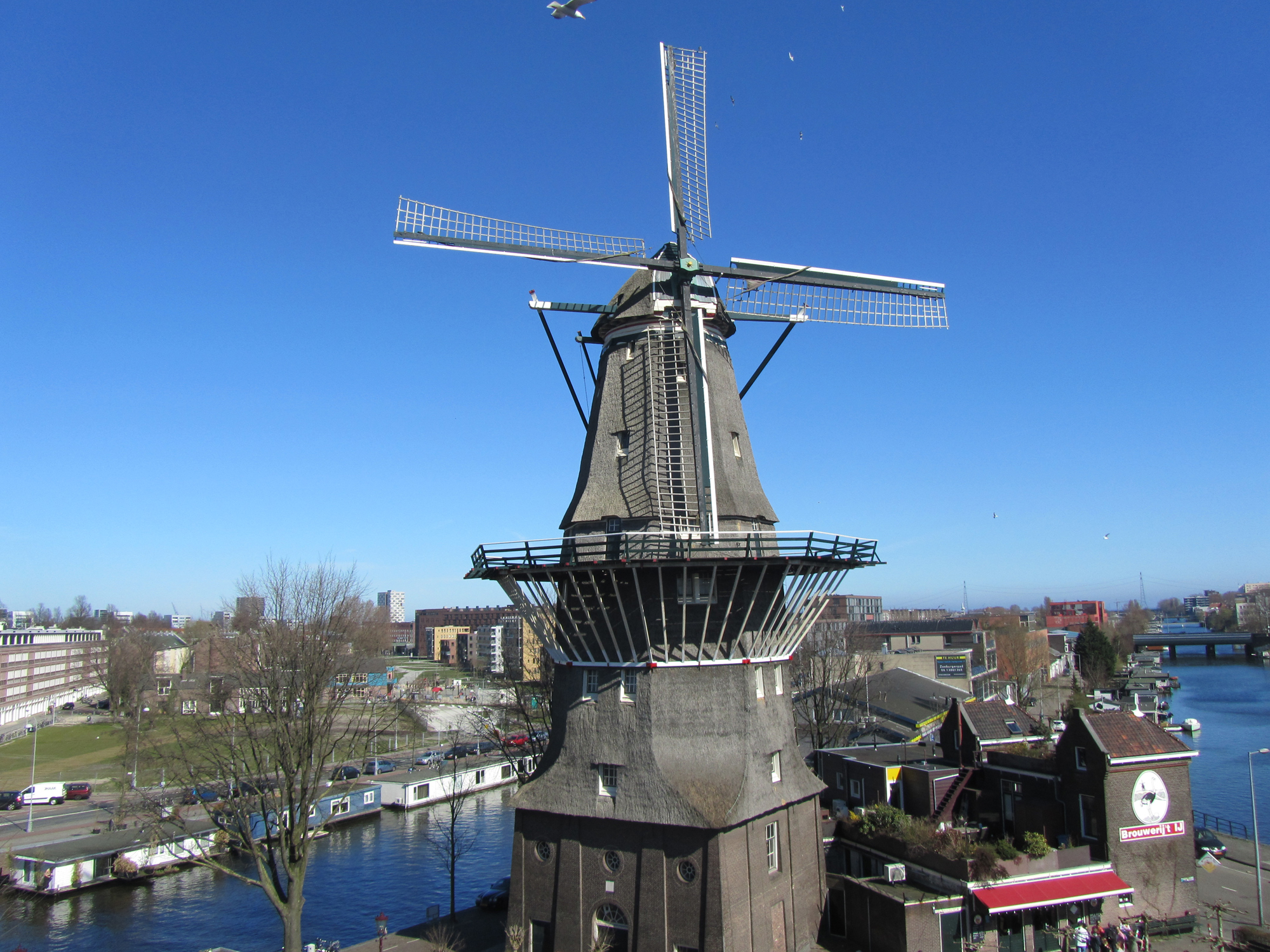
Vue de De Gooyer et de la brasserie à ses pieds.

- Speciale Vlo, 7 %.
- Ciel Bleu I.P.A., 7 %
- No. 1, 5,8 %
- Bulderbos Bier
- Kalenderpanden Dok Bier
- Tiendejaars Bier.